# Tratado de Nystad

Europa en 1721, tras la Gran Guerra del Norte, con los cambios territoriales estipulados en los tratados de Estocolmo (1719/1720), Frederikcksborg (1720) y Nystad (1721). Los territorios suecos que pasaron a Rusia en virtud de este último tratado aparecen en verde:
Ganancias rusas (territorios bálticos, Ingria y Carelia)
Ganancias danesas (parte de Schleswig)
Ganancias de Hanóver (Ducado de Bremen-Verden)
Ganancias prusianas (parte de Pomerania)

El Tratado o Paz de Nystad firmado el 30 de agostojul./ 10 de septiembre de 1721greg., así llamado por el nombre sueco Nystad de la actual localidad finesa de Uusikaupunki, marcó el final de la Gran Guerra del Norte que enfrentó el Zarato ruso con el Imperio sueco por la primacía en el Báltico. Por este tratado, Rusia desplazaba a Suecia como la potencia hegemónica del Norte de Europa, obteniendo de Suecia los territorios de Estonia, Livonia, Ingria y gran parte de Carelia. Los Tratados de Estocolmo supusieron asimismo el final del conflicto entre Rusia y las otras partes enfrentadas, como Hannover, Prusia y Dinamarca.
El 22 de octubrejul./ 2 de noviembre de 1721greg., el zar Pedro I el Grande fue nombrado Emperador de toda Rusia por el Santísimo Sínodo Gobernante y el Senado Gobernante. A partir de ese momento, el Zarato ruso pasó a denominarse Imperio ruso.